# Oscar-díj a legjobb látványtervezésért
A Legjobb látványtervezésért és díszletért kategória a kezdetektől része volt az Oscar-díjnak, az évek folyamán többször is változott a jelölt filmek száma és 1931-ig 4-5, 1932-1935 3, 1936-tól 10-12 jelölt közül választottak. 1940 után külön díjazták a fekete-fehér és a színes filmeket. Cedric Gibbons 39 jelöléséből 11-szer nyert, Roland Anderson 15 jelöléséből viszont nem lett díjazás.

## 1920-as évek
1927/1928
- William Cameron Menzies – The Dove és Tempest
  - Harry Oliver – Hetedik mennyország
  - Rochus Gliese – Virradat

1929
- Cedric Gibbons – The Bridge of San Luis Rey
  - Mitchell Leisen – Dynamite
  - William Cameron Menzies – Alibi és The Awakening
  - Hans Dreier – The Patriot
  - Harry Oliver – Street Angel

## 1930-as évek
1930
- Herman Rosse – King of Jazz
  - William Cameron Menzies – Bulldog Drummond
  - Hans Dreier – The Love Parade
  - Jack Okey – Sally
  - Hans Dreier – The Vagabond King

1931
- Max Ree – Cimarron
  - Stephen Goosson, Ralph Hammeras – Just Imagine
  - Hans Dreier – Marokkó
  - Anton Grot – Svengali
  - Richard Day – Whoopee!

1932
- Gordon Wiles – Transatlantic
  - Lazare Meerson – Miénk a szabadság (A Nous la Liberté; francia)
  - Richard Day – Arrowsmith

1933
- William S. Darling – Kavalkád (Cavalcade)
  - Hans Dreier, Roland Anderson – Búcsú a fegyverektől (A Farewell to Arms)
  - Cedric Gibbons – When Ladies Meet

1934
- Cedric Gibbons, Fredric Hope – A víg özvegy (The Merry Widow)
  - Van Nest Polglase, Carroll Clark – Continental (The Gay Divorcee)
  - Richard Day – The Affairs of Cellini

1935
- Richard Day – The Dark Angel
  - Hans Dreier, Roland Anderson – A hindu lándzsás (The Lives of a Bengal Lancer)
  - Carroll Clark, Van Nest Polglase – Frakkban és klakkban (Top Hat)

1936
- Richard Day – Az élnivágyó asszony (Dodsworth)
  - Anton Grot – Anthony Adverse
  - Cedric Gibbons, Eddie Imazu, Edwin B. Willis – A nagy Ziegfeld (The Great Ziegfeld)
  - William S. Darling – Lloyds of London
  - Albert S. D'Agostino, Jack Otterson – The Magnificent Brute
  - Cedric Gibbons, Frederic Hope, Edwin B. Willis – Rómeó és Júlia (Romeo and Juliet)
  - Perry Ferguson – Winterset

1937
- Stephen Goosson – A Kék Hold völgye (Lost Horizon)
  - Cedric Gibbons, William Horning – Walewska grófnő (Conquest)
  - Carroll Clark – A Damsel in Distress
  - Richard Day – Zsákutca (Dead End)
  - Ward Ihnen – Every Day's a Holiday
  - Anton Grot – Zola élete (The Life of Emile Zola)
  - John Victor MacKay – Manhattan Merry-Go-Round
  - Lyle Wheeler – Királyi zűr (The Prisoner of Zenda)
  - Hans Dreier, Roland Anderson – Souls at Sea
  - Alexander Toluboff – Walter Wanger's Vogues of 1938
  - William S. Darling, David S. Hall – India lángokban (Wee Willie Winkie)
  - Jack Otterson – You're a Sweetheart

1938
- Carl J. Weyl – Robin Hood kalandjai (The Adventures of Robin Hood)
  - Lyle Wheeler – Tamás úrfi kalandjai[2] (The Adventures of Tom Sawyer)
  - Bernard Herzbrun, Boris Leven – Alexander’s Ragtime Band
  - Alexander Toluboff – Algír (Algiers)
  - Van Nest Polglase – Amanda két élete (Carefree)[3]
  - Richard Day – The Goldwyn Follies
  - Stephen Goosson, Lionel Banks – A szerelem beleszól (Holiday)
  - Hans Dreier, John B. Goodman – If I Were King
  - Jack Otterson – Szívek csalogánya (Mad About Music)
  - Cedric Gibbons – Marie Antoinette
  - Charles D. Hall – Finom úri ház (Merrily We Live)

1939
- Lyle Wheeler – Elfújta a szél (Gone With the Wind)
  - Hans Dreier, Robert Odell – Kék csillag (Beau Geste)
  - Charles D. Hall – Captain Fury
  - Jack Otterson, Martin Obzina – Az első csók (First Love)
  - Van Nest Polglase, Alfred Herman – Várlak.../Szerelmi történet (Love Affair)
  - John Victor Mackay – Man of Conquest
  - Lionel Banks – Becsületből elégtelen (Mr. Smith Goes to Washington)
  - Anton Grot – Erzsébet és Essex magánélete (The Private Lives of Elizabeth and Essex)
  - William S. Darling, George Dudley – Árvíz Indiában (The Rains Came)
  - Alexander Toluboff – Hatosfogat (Stagecoach)
  - Cedric Gibbons, William A. Horning – Óz, a csodák csodája (The Wizard of Oz)
  - James Basevi – Üvöltő szelek (Wuthering Heights)

## 1940-es évek
Külön díjazták a fekete-fehér és a színes filmeket.
1940
Fekete-fehér filmek
- Cedric Gibbons, Paul Groesse – Büszkeség és balítélet (Pride and Prejudice)
  - Hans Dreier, Robert Usher – Vágyak a viharban (Arise, My Love)
  - Lionel Banks, Robert Peterson – Arizona
  - John Otterson – The Boys from Syracuse
  - John Victor Mackay – Dark Command
  - Alexander Golitzen – Boszorkánykonyha (Foreign Correspondent)
  - Richard Day, Joseph C. Wright – Lillian Russell
  - Van Nest Polglase, Mark-Lee Kirk – Kedvenc feleségem (My Favorite Wife)
  - John DuCasse Schulze – My Son, My Son
  - Lewis J. Rachmil – A mi kis városunk (Our Town)
  - Lyle Wheeler – A Manderley-ház asszonya (Rebecca)
  - Anton Grot – Hét tenger ördöge (The Sea Hawk)
  - James Basevi – Ember a láthatáron (The Westerner)

Színes filmek
- Vincent Korda – A bagdadi tolvaj (The Thief of Bagdad)
  - Cedric Gibbons, John S. Detlie – Bitter Sweet
  - Richard Day, Joseph C. Wright – Down Argentine Way
  - Hans Dreier, Roland Anderson – North West Mounted Police

1941 Fekete-fehér
- Richard Day, Nathan H. Juran, Thomas Little – Hová lettél, drága völgyünk? (How Green Was My Valley)
  - Perry Ferguson, Van Nest Polglase, Al Fields, Darrell Silvera – Aranypolgár (Citizen Kane)
  - Martin Obzina, Jack Otterson, Russell A. Gausman – New Orleans angyala (The Flame of New Orleans)
  - Hans Dreier, Robert Usher, Samuel M. Comer – Hold Back the Dawn
  - Lionel Banks, George Montgomery – Ladies in Retirement
  - Stephen Goosson, Howard Bristol – A kis rókák (The Little Foxes)
  - John Hughes, Fred M. MacLean – York őrmester (Sergeant York)
  - John DuCasse Schultze, Edward G. Boyle – Monte Cristo fia (The Son of Monte Cristo)
  - Alexander Golitzen, Richard Irvine – Sundown
  - Vincent Korda, Julia Heron – Lady Hamilton (That Hamilton Woman)
  - Cedric Gibbons, Randall Duell, Edwin B. Willis – When Ladies Meet

Színes filmek
- Cedric Gibbons, Urie McCleary, Edwin B. Willis – Virágok a porban (Blossoms in the Dust)
  - Richard Day, Joseph C. Wright, Thomas Little – Blood and Sand
  - Raoul Pene Du Bois, Stephen A. Seymour – Louisiana Purchase

1942 Fekete-fehér
- Richard Day, Joseph Wright, Thomas Little – This Above All
  - Max Parker, Mark-Lee Kirk, Casey Roberts – George Washington Slept Here
  - Albert S. D'Agostino, Al Fields, Darrell Silvera – Az Ambersonok tündöklése és bukása (The Magnificent Ambersons)
  - Perry Ferguson, Howard Bristol – A Yankee-k dicsősége (The Pride of the Yankees)
  - Cedric Gibbons, Randall Duell, Edwin B. Willis, Jack Moore – Megtalált évek (Random Harvest)
  - Boris Leven – Bosszú Shanghajban (The Shanghai Gesture)
  - Ralph Berger, Emile Kuri – Silver Queen
  - John B. Goodman, Jack Otterson, Russell A. Gausman, Edward Ray Robinson – Fosztogatók (The Spoilers)
  - Hans Dreier, Roland Anderson, Samuel M. Comer – Take a Letter, Darling
  - Lionel Banks, Rudolph Sternad, Fay Babcock – A csintalan úriember (The Talk of the Town)

Színes filmek
- Richard Day, Joseph Wright, Thomas Little – My Gal Sal
  - Alexander Golitzen, Jack Otterson, Russell A. Gausman, Ira S. Webb – Arabian Nights
  - Ted Smith, Casey Roberts – Captains of the Clouds
  - Vincent Korda, Julia Heron – A dzsungel könyve (Rudyard Kipling’s Jungle Book)
  - Hans Dreier, Roland Anderson, George Sawley – Arat a vihar (Reap the Wild Wind)

1943 Fekete-fehér
- James Basevi, William S. Darling, Thomas Little – Bernadette
  - Hans Dreier, Ernst Fegte, Bertram Granger – Öt lépés Kairó felé (Five Graves to Cairo)
  - Albert S. D'Agostino, Carroll Clark, Darrell Silvera, Harley Miller – Flight for Freedom
  - Cedric Gibbons, Paul Groesse, Edwin B. Willis, Hugh Hunt – Madame Curie
  - Carl Weyl, George J. Hopkins – Mission to Moscow
  - Perry Ferguson, Howard Bristol – The North Star

Színes
- Alexander Golitzen, John B. Goodman, Russell A. Gausman, Ira S. Webb – Az operaház fantomja (Phantom of the Opera)
  - Hans Dreier, Haldane Douglas, Bertram Granger – Akiért a harang szól (For Whom the Bell Tolls)
  - James Basevi, Joseph C. Wright, Thomas Little – The Gang's All Here
  - John Hughes, George J. Hopkins – This Is the Army
  - Cedric Gibbons, Daniel Cathcart, Edwin B. Willis, Jacques Mersereau – Thousands Cheer

1944 Fekete-fehér
- Cedric Gibbons, William Ferrari, Paul Huldschinsky, Edwin B. Willis – Gázláng (Gaslight)
  - Lionel Banks, Walter Holscher, Joseph Kish – Address Unknown
  - John Hughes, Fred M. MacLean – The Adventures of Mark Twain
  - Perry Ferguson, Julia Heron – Casanova Brown
  - Lyle Wheeler, Leland Fuller, Thomas Little – Valakit megöltek (Laura)
  - Hans Dreier, Robert Usher, Samuel M. Comer – No Time for Love
  - Mark-Lee Kirk, Victor A. Gangelin – Mióta távol vagy (Since You Went Away)
  - Albert S. D'Agostino, Carroll Clark, Darrell Silvera, Claude Carpenter – Step Lively

Színes filmek
- Wiard Ihnen, Thomas Little – Wilson
  - John B. Goodman, Alexander Golitzen, Russell A. Gausman, Ira S. Webb – The Climax
  - Lionel Banks, Cary Odell, Fay Babcock – Címlaplány/Szépek szépe (Cover Girl)
  - Charles Novi, Jack McConaghy – The Desert Song
  - Cedric Gibbons, Daniel B. Cathcart, Edwin B. Willis, Richard Pefferle – Kismet
  - Hans Dreier, Raoul Pene du Bois, Ray Moyer – Lady in the Dark
  - Ernst Fegte, Howard Bristol – A hercegnő és a kalóz (The Princess and the Pirate)

1945 Fekete-fehér filmek
- Wiard Ihnen, A. Roland Fields – Vér a felkelő Napon (Blood on the Sun)
  - Albert S. D'Agostino, Jack Okey, Darrell Silvera, Claude Carpenter – Pokoli kísérlet (Experiment Perilous)
  - James Basevi, William S. Darling, Thomas Little, Frank E. Hughes – A mennyország kulcsa (The Keys of the Kingdom)
  - Hans Dreier, Roland Anderson, Samuel M. Comer, Ray Moyer – Love Letters
  - Cedric Gibbons, Hans Peters, Edwin B. Willis, John Bonar, Hugh Hunt – The Picture of Dorian Gray

Színes filmek
- Hans Dreier, Ernst Fegte, Samuel M. Comer – Frenchman’s Creek
  - Lyle Wheeler, Maurice Ransford, Thomas Little – Leave Her to Heaven
  - Cedric Gibbons, Urie McCleary, Edwin B. Willis, Mildred Griffiths – A nagy derby (National Velvet)
  - Ted Smith, Jack McConaghy – San Antonio
  - Stephen Goosson, Rudolph Sternad, Frank Tuttle – A Thousand and One Nights

1946 Fekete-fehér filmek
- William S. Darling, Lyle Wheeler, Thomas Little, Frank E. Hughes – Anna és a sziámi király (Anna and the King of Siam)
  - Hans Dreier, Walter H. Tyler, Samuel M. Comer, Ray Moyer – Kitty
  - Richard Day, Nathan H. Juran, Thomas Little, Paul S. Fox – The Razor’s Edge

Színes filmek
- Cedric Gibbons, Paul Groesse, Edwin B. Willis – Az őzgida (The Yearling)
  - John Bryan – Cézár és Kleopátra (Caesar and Cleopatra)[* 1]
  - Paul Sheriff, Carmen Dillon – V. Henrik (Henry V)

1947 Fekete-fehér filmek
- John Bryan, Wilfred Shingleton – Szép remények (Great Expectations)
  - Lyle Wheeler, Maurice Ransford, Thomas Little, Paul S. Fox – The Foxes of Harrow

Színes filmek
- Alfred Junge – Fekete nárcisz (Black Narcissus)
  - Robert M. Haas, George James Hopkins – Élet apával (Life with Father)

1948 Fekete-fehér filmek
- Roger K. Furse, Carmen Dillon – Hamlet
  - Robert Haas, William O. Wallace – Johnny Belinda

Színes filmek
- Hein Heckroth, Arthur Lawson – Piros cipellők (The Red Shoes)
  - Richard Day, Edwin Casey Roberts, Joseph Kish – Szent Johanna (Joan of Arc)

1949 Fekete-fehér filmek
- Harry Horner, John Meehan, Emile Kuri – The Heiress
  - Lyle Wheeler, Joseph C. Wright, Thomas Little, Paul S. Fox – Come to the Stable
  - Cedric Gibbons, Jack Martin Smith, Edwin B. Willis, Richard A. Pefferle – Madame Bovary

Színes filmek
- Cedric Gibbons, Paul Groesse, Edwin B. Willis, Jack D. Moore – Kisasszonyok (Little Women)
  - Edward Carrere, Lyle Reifsnider – Don Juan kalandjai (Adventures of Don Juan)
  - Jim Morahan, William Kellner, Michael Relph – Tánc a halott szerelmesekért (Saraband for Dead Lovers)

## 1950-es évek
1950 Fekete-fehér filmek
- Hans Dreier, John Meehan, Samuel M. Comer, Ray Moyer – Alkony sugárút (Sunset Blvd.)
  - Lyle Wheeler, George Davis, Thomas Little, Walter M. Scott – Mindent Éváról (All About Eve)
  - Cedric Gibbons, Hans Peters, Edwin B. Willis, Hugh Hunt – The Red Danube

Színes filmek
- Hans Dreier, Walter Tyler, Samuel M. Comer, Ray Moyer – Samson and Delilah
  - Cedric Gibbons, Paul Groesse, Edwin B. Willis, Richard A. Pefferle – Annie Get Your Gun
  - Ernst Fegte, George Sawley – Destination Moon[* 3]

1951 Fekete-fehér filmek
- Richard Day, George James Hopkins – A vágy villamosa
  - Lyle Wheeler, Leland Fuller, Thomas Little, Fred J. Rode – Fourteen Hours
  - Lyle Wheeler, John DeCuir, Thomas Little, Paul S. Fox – House on Telegraph Hill
  - Jean d'Eaubonne – Körbe-körbe
  - Cedric Gibbons, Paul Groesse, Edwin B. Wills, Jack D. Moore – Too Young to Kiss

Színes filmek
- Cedric Gibbons, E. Preston Ames, Edwin B. Willis, Keogh Gleason – Egy amerikai Párizsban
  - Lyle Wheeler, George Davis, Thomas Little, Paul S. Fox – David and Bathsheba
  - Lyle Wheeler, Leland Fuller, Joseph C. Wright, Thomas Little, Walter M. Scott – A Riviérán
  - William A. Horning, Cedric Gibbons, Edward Carfagno, Hugh Hunt – Quo Vadis
  - Hein Heckroth – The Tales of Hoffmann

1952 Fekete-fehér filmek
- Cedric Gibbons, Edward Carfagno, Edwin B. Willis, Keogh Gleason –  A rossz és a szép (The Bad and the Beautiful)
  - Hal Pereira, Roland Anderson, Emile Kuri – Carrie
  - Lyle Wheeler, John DeCuir, Walter M. Scott – My Cousin Rachel
  - Macujama Szó, Macumoto Haruzó – A vihar kapujában
  - Lyle Wheeler, Leland Fuller, Thomas Little, Claude Carpenter – Viva Zapata!

Színes filmek
- Paul Sheriff, Marcel Vertes – Moulin Rouge
  - Richard Day, Antoni Clavé, Howard Bristol – Hans Christian Andersen
  - Cedric Gibbons, Paul Groesse, Edwin B. Willis, Arthur Krams – The Merry Widow
  - Frank Hotaling, John McCarthy, Jr., Charles S. Thompson – A nyugodt férfi (The Quiet Man)
  - Lyle Wheeler, John DeCuir, Thomas Little, Paul S. Fox – A Kilimandzsáró hava (The Snows of Kilimanjaro)

1953 Fekete-fehér filmek
- Cedric Gibbons, Edward Carfagno, Edwin B. Willis, Hugh Hunt – Julius Caesar
  - Fritz Maurischat, Paul Markwitz – Martin Luther
  - Lyle Wheeler, Leland Fuller, Paul S. Fox – The President's Lady
  - Hal Pereira, Walter Tyler – Római vakáció (Roman Holiday)
  - Lyle Wheeler, Maurice Ransford, Stuart Reiss – Titanic

Színes filmek
- Lyle Wheeler, George Davis, Walter M. Scott, Paul S. Fox – A palást (The Robe)
  - Alfred Junge, Hans Peters. John Jarvis – Knights of the Round Table
  - Cedric Gibbons, Paul Groesse, Edwin B. Willis, Arthur Krams – Lili
  - Cedric Gibbons, E. Preston Ames, Edward Carfagno, Gabriel Scognamillo, Edwin B. Willis, Keogh Gleason, Arthur Krams, Jack D. Moore – The Story of Three Loves
  - Cedric Gibbons, Urie McCleary, Edwin B. Willis, Jack D. Moore – Young Bess

1954 Fekete-fehér filmek
- Richard Day – A rakparton
  - Hal Pereira, Roland Anderson, Samuel M. Comer, Grace Gregory – A vidéki lány (The Country Girl)
  - Cedric Gibbons, Edward Carfagno, Edwin B. Willis, Emile Kuri – Executive Suite
  - Max Ophüls – Az élet örömei (Le Plaisir; francia)[* 4]
  - Hal Pereira, Walter Tyler, Samuel M. Comer, Ray Moyer – Sabrina

Színes filmek
- John Meehan, Emile Kuri – Némó kapitány (20000 Leagues Under the Sea)
  - Cedric Gibbons, E. Preston Ames, Edwin B. Willis, Keogh Gleason – Brigadoon titka (Brigadoon)
  - Lyle Wheeler, Leland Fuller, Walter M. Scott, Paul S. Fox – Désirée[* 5]
  - Hal Pereira, Roland Anderson, Samuel M. Comer, Ray Moyer – Red Garters
  - Malcolm Bert, Gene Allen, Irene Sharaff, George James Hopkins – Csillag születik (A Star Is Born)

1955 Fekete-fehér filmek
- Hal Pereira, Tambi Larsen, Samuel M. Comer, Arthur Krams – The Rose Tattoo[* 6]
  - Cedric Gibbons, Randall Duell, Edwin B. Willis, Henry Grace – Tábladzsungel (Blackboard Jungle)
  - Cedric Gibbons, Malcolm Brown, Edwin B. Willis, Hugh B. Hunt – I’ll Cry Tomorrow
  - Joseph C. Wright, Darrell Silvera – Az aranykezű férfi (The Man With the Golden Arm)
  - Edward S. Haworth, Walter Simonds, Robert Priestley – Marty

Színes filmek
- William Flannery, Jo Mielziner, Robert Priestley – Picnic
  - Lyle Wheeler, John DeCuir, Walter M. Scott, Paul S. Fox – Daddy Long Legs
  - Oliver Smith, Joseph C. Wright, Howard Bristol – Macsók és macák (Guys and Dolls)
  - Lyle Wheeler, George Davis, Walter M. Scott, Jack Stubbs – Love Is a Many-Splendored Thing
  - Hal Pereira, Joseph McMillan Johnson, Samuel M. Comer, Arthur Krams – Fogjunk tolvajt! (To Catch a Thief)'

1956 Fekete-fehér filmek
- Cedric Gibbons, Malcolm F. Brown, Edwin B. Willis, F. Keogh Gleason – Valaki odafönt (Somebody Up There Likes Me)
  - Macujama Szó – A hét szamuráj (七人の侍, Sicsinin no szamurai; japán)
  - Hal Pereira, A. Earl Hedrick, Samuel M. Comer, Frank R. McKelvy – The Proud and Profane
  - Ross Bellah, William R. Kiernan, Louis Diage – The Solid Gold Cadillac
  - Lyle R. Wheeler, Jack Martin Smith, Walter M. Scott, Stuart A. Reiss – Teenage Rebel

Színes filmek
- Lyle R. Wheeler, John DeCuir, Walter M. Scott, Paul S. Fox – Anna és a sziámi király (The King and I)
  - James W. Sullivan, Ken Adam, Ross J. Dowd – 80 nap alatt a Föld körül (Around the World in 80 Days)
  - Boris Leven, Ralph S. Hurst – Óriás (Giant)
  - Cedric Gibbons, Hans Peters, E. Preston Ames, Edwin B. Willis, F. Keogh Gleason – A nap szerelmese (Lust for Life)
  - Hal Pereira, Walter H. Tyler, Albert Nozaki, Samuel M. Comer, Ray Moyer – Tízparancsolat (The Ten Commandments)

1957
- Ted Haworth, Robert Priestley – Szajonara  (Sayonara) 
  - Hal Pereira, George Davis, Samuel M. Comer, Ray Moyer – Mókás arc (Funny Face)
  - William A. Horning, Gene Allen, Edwin B. Willis, Richard Pefferle – A lányok (Les Girls)
  - Walter Holscher, William Kiernan, Louis Diage – Fickós Joey (Pal Joey)
  - William A. Horning, Urie McCleary, Edwin B. Willis, Hugh Hunt – Raintree County

1958
- William A. Horning (posztumusz), E. Preston Ames, Henry Grace, F. Keogh Gleason – Gigi
  - Malcolm Bert, George James Hopkins – Auntie Mame
  - Cary Odell, Louis Diage – Boszorkányos szerelem[10]/Harang, biblia és gyertya[* 7] (Bell, Book and Candle)
  - Lyle R. Wheeler, John DeCuir, Walter M. Scott, Paul S. Fox – A Certain Smile[* 8]
  - Hal Pereira, Henry Bumstead, Samuel M. Comer, Frank McKelvy – Szédülés (Vertigo)

1959 Fekete-fehér filmek
- Lyle R. Wheeler, George Davis, Walter M. Scott, Stuart A. Reiss – Anna Frank naplója (The Diary of Anne Frank)
  - Hal Pereira, Walter Tyler, Samuel M. Comer, Arthur Krams, – Career
  - Carl Anderson, William Kiernan – The Last Angry Man
  - Ted Haworth, Edward G. Boyle – Van, aki forrón szereti (Some Like it Hot)
  - Oliver Messel, William Kellner, Scot Slimon – Múlt nyáron, hirtelen (Suddenly, Last Summer)

Színes filmek
- William A. Horning (posztumusz), Edward Carfagno, Hugh Hunt – Ben-Hur
  - John De Cuir, Julia Heron – The Big Fisherman
  - Lyle R. Wheeler, Franz Bachelin, Herman A. Blumenthal. Walter M. Scott, Joseph Kish – Utazás a Föld középpontja felé (Journey to the Center of the Earth)
  - William A. Horning (posztumusz), Robert F. Boyle, Merrill Pye, Henry Grace, Frank McKelvy – Észak-Északnyugat (North by Northwest)
  - Russell A. Gausman, Ruby R. Levitt, Richard H. Riedel (posztumusz) – Párnacsaták (Pillow Talk)

## 1960-as évek
1960 Fekete-fehér filmek
- Trauner Sándor, Edward G. Boyle – Legénylakás (The Apartment)
  - Joseph McMillan Johnson, Kenneth A. Reid, Ross Dowd – The Facts of Life[* 9]
  - Joseph Hurley, Robert Clatworthy, George Milo – Psycho
  - Tom Morahan, Lionel Couch – Sons and Lovers[* 10]
  - Hal Pereira, Walter Tyler, Samuel M. Comer, Arthur Krams – Visit to a Small Planet

Színes filmek
- Alexander Golitzen, Eric Orbom (posztumusz), Russell A. Gausman, Julia Heron – Spartacus
  - George Davis, Addison Hehr, Henry Grace, Hugh Hunt, Otto Siegel – Cimarron
  - Hal Pereira, Roland Anderson, Samuel M. Comer, Arrigo Breschi – Nápolyban kezdődött (It Started in Naples)
  - Ted Haworth, William Kiernan – Pepe
  - Edward Carrere, George James Hopkins – Sunrise at Campobello

1961 Fekete-fehér filmek
- Harry Horner, Gene Callahan – A svindler (The Hustler)
  - Carroll Clark, Emile Kuri, Hal Gausman – A szórakozott professzor (The Absent-Minded Professor)
  - Fernando Carrere, Edward G. Boyle – A gyerekek órája (The Children's Hour)
  - Rudolf Sternad, George Milo – Ítélet Nürnbergben (Judgment at Nuremberg)
  - Piero Gherardi – Az édes élet (La Dolce Vita)

Színes filmek
- Boris Leven, Victor A. Gangelin – West Side Story
  - Hal Pereira, Roland Anderson, Samuel M. Comer, Ray Moyer – Álom luxuskivitelben (Breakfast at Tiffany's)
  - Veniero Colasanti, John Moore – El Cid
  - Alexander Golitzen, Joseph Wright, Howard Bristol – Flower Drum Song
  - Hal Pereira, Walter Tyler, Samuel M. Comer, Arthur Krams – Summer and Smoke

1962 Fekete-fehér filmek
- Alexander Golitzen, Henry Bumstead, Oliver Emert – Ne bántsátok a feketerigót! (To Kill a Mockingbird)
  - Joseph Wright, George James Hopkins – Míg tart a bor és friss a rózsa (Days of Wine and Roses)
  - Ted Haworth, Léon Barsacq, Vincent Korda, Gabriel Bechir – A leghosszabb nap (The Longest Day)
  - George Davis, Edward Carfagno, Henry Grace, Dick Pefferle – Period of Adjustment[* 11]
  - Hal Pereira, Roland Anderson, Samuel M. Comer, Frank R. McKelvy – The Pigeon That Took Rome

Színes filmek
- John Box, John Stoll, Dario Simoni – Arábiai Lawrence (Lawrence of Arabia)
  - Paul Groesse, George James Hopkins – The Music Man[* 12]
  - George Davis, J. McMillan Johnson, Henry Grace, Hugh Hunt – Lázadás a Bountyn (Mutiny on the Bounty)
  - Alexander Golitzen, Robert Clatworthy, George Milo – Egy kis ravaszság (That Touch of Mink)
  - George Davis, Edward Carfagno, Henry Grace, Dick Pefferle – Igaz mese a Grimm testvérekről (The Wonderful World of the Brothers Grimm)

1963 Fekete-fehér
- Gene Callahan – Amerika Amerika
  - Piero Gherardi – 8½
  - Hal Pereira, Tambi Larsen, Samuel M. Comer, Robert R. Benton – Hud
  - Hal Pereira, Roland Anderson, Samuel M. Comer, Grace Gregory – Szerelem a megfelelő idegennel
  - George Davis, Paul Groesse, Henry Grace, Hugh Hunt – Twilight of Honor

Színes
- John DeCuir, Jack Martin Smith, Hilyard Brown, Herman Blumenthal, Elven Webb, Maurice Pelling, Boris Juraga, Walter M. Scott, Paul S. Fox, Ray Moyer – Kleopátra
  - Lyle Wheeler, Gene Callahan – The Cardinal
  - Hal Pereira, Roland Anderson, Samuel M. Comer, James W. Payne – Come Blow Your Horn
  - George Davis, William Ferrari (poszhumusz), Addison Hehr, Henry Grace, Don Greenwood Jr., Jack Mills – A vadnyugat hőskora
  - Ralph Brinton, Ted Marshall, Jocelyn Herbert, Josie MacAvin – Tom Jones

1964 Fekete-fehér
- Vassilis Fotopoulos – Zorba, a görög
  - George Davis, Hans Peters, Elliot Scott, Henry Grace, Robert R. Benton – Szerelmi partraszállás
  - William Glasgow, Raphael Bretton – Csend, csend, édes Charlotte
  - Stephen B. Grimes – Az iguána éjszakája
  - Cary Odell, Edward G. Boyle – Hét májusi nap

Színes
- Gene Allen, Cecil Beaton, George James Hopkins – My Fair Lady
  - John Bryan, Maurice Carter, Patrick McLoughlin, Robert Cartwright – Becket
  - Carroll Clark, William H. Tuntke, Emile Kuri, Hal Gausman – Mary Poppins
  - George Davis, E. Preston Ames, Henry Grace, Hugh Hunt – Az elsüllyeszthetetlen Molly Brown
  - Jack Martin Smith, Ted Haworth, Walter M. Scott, Stuart A. Reiss – Melyik úton járjak?

1965 Fekete-fehér
- Robert Clatworthy, Joseph Kish – Bolondok hajója
  - Robert Emmet Smith, Frank Tuttle – Patkánykirály
  - George Davis, Urie McCleary, Henry Grace, Charles S. Thompson – Fekete-fehér
  - Hal Pereira, Jack Poplin, Robert R. Benton, Joseph Kish – The Slender Thread
  - Hal Pereira, Tambi Larsen, Ted Marshall, Josie MacAvin – A kém, aki a hidegből jött

Színes
- John Box, Terence Marsh, Dario Simoni – Doktor Zsivágó
  - John DeCuir, Jack Martin Smith, Dario Simoni – Agónia és extázis
  - Richard Day, William Creber, David S. Hall (poszhumusz), Ray Moyer, Fred M. MacLean, Norman Rockett – A világ legszebb története – A Biblia
  - Robert Clatworthy, George James Hopkins – Daisy Clover belülről
  - Boris Leven, Walter M. Scott, Ruby Levitt – A muzsika hangja

1966 Fekete-fehér
- Richard Sylbert, George James Hopkins – Nem félünk a farkastól
  - Robert Luthardt, Edward G. Boyle – Sógorom, a zugügyvéd
  - Luigi Scaccianoce – Máté evangéliuma
  - Willy Holt, Marc Frederix, Pierre Guffroy – Párizs ég?
  - George Davis, Paul Groesse, Henry Grace, Hugh Hunt – Mister Buddwing

Színes
- Jack Martin Smith, Dale Hennesy, Walter M. Scott, Stuart A. Reiss – Fantasztikus utazás
  - Alexander Golitzen, George C. Webb, John McCarthy, Jr., John Austin – Gyalogáldozat
  - Piero Gherardi – Júlia és a szellemek
  - Hal Pereira, Arthur Lonergan, Robert R. Benton, James W. Payne – The Oscar
  - Boris Leven, Walter M. Scott, John Sturtevant, William Kiernan – Homokkavicsok

1967
- Megszűnt a fekete-fehér és színes filmek különválasztása, csak egy látványt illetve díszletet díjaztak ezután.
- John Truscott, Edward Carrere, John W. Brown – Camelot
  - Mario Chiari, Jack Martin Smith, Ed Graves, Walter M. Scott, Stuart A. Reiss – Doctor Dolittle
  - Robert Clatworthy, Frank Tuttle – Találd ki, ki jön vacsorára!
  - Renzo Mongiardino, John DeCuir, Elven Webb, Giuseppe Mariani, Dario Simoni, Luigi Gervasi – A makrancos hölgy
  - Alexander Golitzen, George C. Webb, Howard Bristol – Ízig-vérig modern Millie

1968
- John Box, Terence Marsh, Vernon Dixon, Ken Muggleston – Oliver!
  - George Davis, Edward Carfagno – A halász cipője
  - Boris Leven, Walter M. Scott, Howard Bristol – Star!
  - Anthony Masters, Harry Lange, Ernie Archer – 2001: Űrodüsszeia
  - Mikhail Bogdanov, Gennady Myasnikov, Georgi Koshelev, Vladimir Uvarov – Háború és béke

1969
- John Decuir, Jack Martin Smith, Herman Blumenthal, Walter M. Scott, George Hopkins, Raphael Bretton – Helló, Dolly!
  - Maurice Carter, Lionel Couch, Patrick McLoughlin – Anna ezer napja
  - Robert F. Boyle, George B. Chan, Edward G. Boyle, Carl Biddiscombe – Vidáman, Vidáman
  - Alexander Golitzen, George C. Webb, Jack D. Moore – Édes Charity
  - Harry Horner, Frank McKelvy – A lovakat lelövik, ugye?

## 1970-es évek
1970
- Urie McCleary, Gil Parrondo, Antonio Mateos, Pierre-Louis Thevenet – Patton
  - Alexander Golitzen, E. Preston Ames, Jack D. Moore, Mickey S. Michaels – Airport
  - Tambi Larsen, Darrell Silvera – Viszontlátásra a pokolban
  - Terence Marsh, Bob Cartwright, Pamela Cornell – Scrooge
  - Jack Martin Smith, Yoshiro Muraki, Richard Day, Taizoh Kawashima, Walter M. Scott, Norman Rockett, Carl Biddiscombe – Tora! Tora! Tora!

1971
- John Box, Ernest Archer, Jack Maxsted, Gil Parrondo, Vernon Dixon – Cárok végnapjai
  - Boris Leven, William Tuntke, Ruby Levitt – Az Androméda-törzs
  - John B. Mansbridge, Peter Ellenshaw, Emile Kuri, Hal Gausman – Ágygömb és seprűnyél
  - Robert F. Boyle, Michael Stringer, Peter Lamont – Hegedűs a háztetőn
  - Terence Marsh, Robert Cartwright, Peter Howitt – Mária, a skótok királynője

1972
- Rolf Zehetbauer, Jurgen Kiebach, Herbert Strabel – Kabaré
  - Carl Anderson, Reg Allen – A Lady bluest énekel
  - William Creber, Raphael Bretton – A Poszeidon katasztrófa
  - John Box, Gil Parrondo, Robert W. Laing – Utazások nagynénémmel
  - Donald M. Ashton, Geoffrey Drake, John Graysmark, William Hutchinson, Peter James – A fiatal Churchill

1973
- Henry Bumstead, James W. Payne – A nagy balhé
  - Lorenzo Mongiardino, Gianni Quaranta, Carmelo Patrono – Napfivér, Holdnővér
  - Bill Malley, Jerry Wunderlich – Az ördögűző
  - Philip Jefferies, Robert de Vestel – Tom Sawyer kalandjai
  - Stephen B. Grimes, William Kiernan (posztumusz) – Ilyenek voltunk

1974
- Dean Tavoularis, Angelo Graham, George R. Nelson – A Keresztapa II.
  - Richard Sylbert, W. Stewart Campbell, Ruby Levitt – Kínai negyed
  - Alexander Golitzen, E. Preston Ames, Frank McKelvy – Földrengés
  - Peter Ellenshaw, John B. Mansbridge, Walter Tyler, Al Roelofs, Hal Gausman – Sziget a világ végén
  - William Creber, Ward Preston. Raphael Bretton – Pokoli torony

1975
- Ken Adam, Roy Walker, Vernon Dixon – Barry Lyndon
  - Edward Carfagno, Frank McKelvy – Hindenburg
  - Trauner Sándor, Tony Inglis, Peter James – Aki király akar lenni
  - Richard Sylbert, W. Stewart Campbell, George Gaines – Sampon
  - Albert Brenner, Marvin March – A napsugár fiúk

1976
- George Jenkins, George Gaines – Az elnök emberei
  - Elliot Scott, Norman Reynolds – The Incredible Sarah
  - Gene Callahan, Jack Collis, Jerry Wunderlich – Az utolsó filmcézár
  - Dale Hennesy, Robert de Vestel – Logan futása
  - Robert F. Boyle, Arthur Jeph Parker – A mesterlövész

1977
- John Barry, Norman Reynolds, Leslie Dilley, Roger Christian – Star Wars
  - George C. Webb, Mickey S. Michaels – Airport '77
  - Joe Alves, Dan Lomino, Phil Abramson – Harmadik tipusú találkozások
  - Ken Adam, Peter Lamont, Hugh Scaife – A kém, aki szeretett engem
  - Albert Brenner, Marvin March – Fordulópont

1978
- Paul Sylbert, Edwin O'Donovan, George Gaines – Ép testben épp, hogy élek
  - Dean Tavoularis, Angelo Graham, George R. Nelson – Haláli meló
  - Albert Brenner, Marvin March – Kaliforniai lakosztály
  - Mel Bourne, Daniel Robert – Vívódások
  - Tony Walton, Philip Rosenberg, Edward Stewart, Robert Drumheller – The Wiz

1979
- Philip Rosenberg, Tony Walton, Edward Stewart, Gary Brink – Mindhalálig zene
  - Michael Seymour, Les Dilley, Roger Christian, Ian Whittaker – A nyolcadik utas: a Halál
  - Dean Tavoularis, Angelo Graham, George R. Nelson – Apokalipszis most
  - George Jenkins, Arthur Jeph Parker – Kína szindróma
  - Harold Michelson, Joe Jennings, Leon Harris, John Vallone, Linda Descenna – Star Trek – A mozifilm

## 1980-as évek
1980
- Pierre Guffroy, Jack Stephens – Egy tiszta nő
  - John W. Corso, John M. Dwyer – A szénbányász lánya
  - Stuart Craig, Robert Cartwright, Hugh Scaife – Az elefántember
  - Norman Reynolds, Leslie Dilley, Harry Lange, Alan Tomkins, Michael D. Ford – Star Wars: A Birodalom visszavág
  - Yoshiro Muraki – Árnyéklovas

1981
- Norman Reynolds, Leslie Dilley; Michael D. Ford (Díszlet) – Az elveszett frigyláda fosztogatói
  - Assheton Gorton, Ann Mollo – A francia hadnagy szeretője
  - Tambi Larsen, James L. Berkey – A mennyország kapuja
  - John Graysmark, Patrizia von Brandenstein, Tony Reading, George DeTitta Sr., George DeTitta, Jr., Peter Howitt – Ragtime
  - Richard Sylbert, Michael Seirton – Vörösök

1982
- Stuart Craig, Robert W. Laing; Michael Seirton (Díszlet) – Gandhi
  - Dale Hennesy (posztumusz), Marvin March – Annie
  - Lawrence G. Paull, David L. Snyder, Linda DeScenna – Szárnyas fejvadász
  - Franco Zeffirelli, Gianni Quaranta – Traviata
  - Rodger Maus, Tim Hutchinson, William Craig Smith, Harry Cordwell – Viktor, Viktória

1983
- Anna Asp, Susanne Lingheim – Fanny és Alexander
  - Norman Reynolds, Fred Hole, James L. Schoppe, Michael D. Ford – Star Wars: A Jedi visszatér
  - Geoffrey Kirkland, Richard Lawrence, W. Stewart Campbell, Peter R. Romero, Jim Poynter, George R. Nelson – Az igazak
  - Polly Platt, Harold Michelson, Tom Pedigo, Anthony Mondell – Becéző szavak
  - Roy Walker, Leslie Tomkins, Tessa Davies – Yentl

1984
- Patrizia von Brandenstein; Karel Černý (Díszlet) – Amadeus
  - Richard Sylbert, George Gaines – Gengszterek klubja
  - Mel Bourne, Angelo P. Graham, Bruce Weintraub – Őstehetség
  - John Box, Hugh Scaife – Út Indiába
  - Albert Brenner, Rick Simpson – 2010 – A kapcsolat éve

1985
- Stephen B. Grimes; Josie Macavin (Díszlet) – Távol Afrikától
  - Norman Garwood, Maggie Gray – Brazil
  - J. Michael Riva, Bo Welch, Linda DeScenna – Bíborszín
  - Yoshiro Muraki, Shinobu Muraki – Káosz
  - Stan Jolley, John H. Anderson – A kis szemtanú

1986
- Gianni Quaranta, Brian Ackland-Snow; Brian Savegar, Elio Altamura (Díszlet) – Szoba kilátással
  - Peter Lamont, Crispian Sallis – A bolygó neve: Halál
  - Boris Leven (posztumusz), Karen O'Hara – A pénz színe
  - Stuart Wurtzel, Carol Joffe – Hannah és nővérei
  - Stuart Craig, Jack Stephens – A misszió

1987
- Ferdinando Scarfiotti; Bruno Cesari, Osvaldo Desideri (Díszlet) – Az utolsó császár
  - Norman Reynolds, Harry Cordwell – A Nap birodalma
  - Anthony Pratt, Joanne Woollard – Remény és dicsőség
  - Santo Loquasto, Carol Joffe, Leslie Bloom, George DeTitta Jr. – A rádió aranykora
  - Patrizia von Brandenstein, William A. Elliott, Hal Gausman – Aki legyőzte Al Caponét

1988
- Stuart Craig; Gérard James (Díszlet) – Veszedelmes viszonyok
  - Albert Brenner, Garrett Lewis – Barátnők
  - Ida Random, Linda DeScenna – Esőember
  - Dean Tavoularis, Armin Ganz – Tucker, az autóbolond
  - Elliot Scott, Peter Howitt – Roger nyúl a pácban

1989
- Anton Furst; Peter Young (Díszlet) – Batman
  - Leslie Dilley, Anne Kuljian – A mélység titka
  - Dante Ferretti, Francesca Lo Schiavo – Münchausen báró kalandjai
  - Bruno Rubeo, Crispian Sallis – Miss Daisy sofőrje
  - Norman Garwood, Garrett Lewis – Az ötvennegyedik hadtest

## 1990-es évek
1990
- Richard Sylbert (Látvány); Rick Simpson (Díszlet) – Dick Tracy
  - Ezio Frigerio (Látvány); Jacques Rouxel (Díszlet) – Cyrano de Bergerac
  - Jeffrey Beecroft (Látvány); Lisa Dean (Díszlet) – Farkasokkal táncoló
  - Dean Tavoularis (Látvány); Gary Fettis (Díszlet) – A Keresztapa III.
  - Dante Ferretti (Látvány); Francesca Lo Schiavo (Díszlet) – Hamlet

1991
- Dennis Gassner (Látvány); Nancy Haigh (Díszlet) – Bugsy
  - Dennis Gassner (Látvány); Nancy Haigh (Díszlet) – Hollywoodi lidércnyomás
  - Mel Bourne (Látvány); Cindy Carr (Díszlet) – A halászkirály legendája
  - Norman Garwood (Látvány); Garrett Lewis (Díszlet) – Hook
  - Paul Sylbert (Látvány); Caryl Heller (Díszlet) – Hullámok hercege

1992
- Luciana Arrighi (Látvány); Ian Whittaker (Díszlet) – Szellem a házban
  - Thomas E. Sanders (Látvány); Garrett Lewis (Díszlet) – Drakula
  - Stuart Craig (Látvány); Chris A. Butler (Díszlet) – Chaplin
  - Ferdinando Scarfiotti (Látvány); Linda DeScenna (Díszlet) – Játékszerek
  - Henry Bumstead (Látvány); Janice Blackie-Goodine (Díszlet) – Nincs bocsánat

1993
- Allan Starski (Látvány); Ewa Braun (Díszlet) – Schindler listája
  - Ken Adam (Látvány); Marvin March (Díszlet) – Addams family 2. – Egy kicsivel galádabb a család
  - Dante Ferretti (Látvány); Robert J. Franco (Díszlet) – Az ártatlanság kora
  - Ben Van Os, Jan Roelfs (Látvány) – Orlando
  - Luciana Arrighi (Látvány); Ian Whittaker (Díszlet) – Napok romjai

1994
- Ken Adam (Látvány); Carolyn Scott (Díszlet) – György király
  - Santo Loquasto (Látvány); Susan Bode (Díszlet) – Lövések a Broadwayn
  - Rick Carter (Látvány); Nancy Haigh (Díszlet) – Forrest Gump
  - Dante Ferretti (Látvány); Francesca Lo Schiavo (Díszlet) – Interjú a vámpírral
  - Lilly Kilvert (Látvány); Dorree Cooper (Díszlet) – Szenvedélyek viharában

1995
- Eugenio Zanetti (Látvány) – Változások kora
  - Michael Corenblith (Látvány); Merideth Boswell (Díszlet) – Apolló 13
  - Roger Ford (Látvány); Kerrie Brown (Díszlet) – Babe
  - Bo Welch (Látvány); Cheryl Carasik (Díszlet) – A kis hercegnő
  - Tony Burrough (Látvány) – III. Richárd

1996
- Stuart Craig (Látvány); Stephanie McMillan (Díszlet) – Az angol beteg
  - Bo Welch (Látvány); Cheryl Carasik (Díszlet) – Madárfészek
  - Brian Morris (Látvány); Philippe Turlure (Díszlet) – Evita
  - Tim Harvey (Látvány) – Hamlet
  - Catherine Martin (Látvány); Brigitte Broch (Díszlet) – Rómeó és Júlia

1997
- Peter Lamont (Látvány); Michael D. Ford (Díszlet) – Titanic
  - Jan Roelfs (Látvány); Nancy Nye (Díszlet) – Gattaca
  - Dante Ferretti (Látvány); Francesca Lo Schiavo (Díszlet) – Kundun
  - Jeannine Oppewall (Látvány); Jay R. Hart (Díszlet) – Szigorúan bizalmas
  - Bo Welch (Látvány); Cheryl Carasik (Díszlet) – Men in Black – Sötét zsaruk

1998
- Martin Childs (Látvány); Jill Quertier (Díszlet) – Szerelmes Shakespeare
  - John Myhre (Látvány); Peter Howitt (Díszlet) – Elizabeth
  - Jeannine Oppewall (Látvány); Jay Hart (Díszlet) – Pleasantville
  - Tom Sanders (Látvány); Lisa Dean Kavanaugh (Díszlet) – Ryan közlegény megmentése
  - Eugenio Zanetti (Látvány); Cindy Carr (Díszlet) – Csodás álmok jönnek

1999
- Rick Heinrichs (Látvány); Peter Young (Díszlet) – Az Álmosvölgy legendája
  - Luciana Arrighi (Látvány); Ian Whittaker (Díszlet) – Anna és a király
  - David Gropman (Látvány); Beth Rubino (Díszlet) – Árvák hercege
  - Roy Walker (Látvány); Bruno Cesari (Díszlet) – A tehetséges Mr. Ripley
  - Eve Stewart (Látvány); John Bush and Eve Stewart (Díszlet) – Tingli-tangli

## 2000-es évek
2000
- Tim Yip (Látvány) – Tigris és sárkány
  - Arthur Max (Látvány); Crispian Sallis (Díszlet) – Gladiátor
  - Michael Corenblith (Látvány); Merideth Boswell (Díszlet) – A grincs
  - Martin Childs (Látvány); Jill Quertier (Díszlet) – Sade márki játékai
  - Jean Rabasse (Látvány); Françoise Benoît-Fresco (Díszlet) – Vatel

2001
- Catherine Martin (Látvány); Brigitte Broch (Díszlet) – Moulin Rouge!
  - Aline Bonetto (Látvány); Marie-Laure Valla (Díszlet) – Amélie csodálatos élete
  - Stephen Altman (Látvány); Anna Pinnock (Díszlet) – Gosford Park
  - Stuart Craig (Látvány); Stephanie McMillan (Díszlet) – Harry Potter és a bölcsek köve
  - Grant Major (Látvány); Dan Hennah (Díszlet) – A Gyűrűk Ura: A Gyűrű Szövetsége

2002
- John Myhre (Látvány); Gordon Sim (Díszlet) – Chicago
  - Felipe Fernández del Paso (Látvány); Hannia Robledo (Díszlet) – Frida
  - Dante Ferretti (Látvány); Francesca Lo Schiavo (Díszlet) – New York bandái
  - Grant Major (Látvány); Dan Hennah és Alan Lee (Díszlet) – A Gyűrűk Ura: A két torony
  - Dennis Gassner (Látvány); Nancy Haigh (Díszlet) – A kárhozat útja

2003
- Grant Major (Látvány); Dan Hennah és Alan Lee (Díszlet) – A Gyűrűk Ura: A király visszatér
  - Ben Van Os (Látvány); Cecile Heideman (Díszlet) – Leány gyöngy fülbevalóval
  - Lilly Kilvert (Látvány); Gretchen Rau (Díszlet) – Az utolsó szamuráj
  - William Sandell (Látvány); Robert Gould (Díszlet) – Kapitány és katona: A világ túlsó oldalán
  - Jeannine Oppewall (Látvány); Leslie Pope (Díszlet) – Vágta

2004
- Dante Ferretti (Látvány); Francesca Lo Schiavo (Díszlet) – Aviátor
  - Gemma Jackson (Látvány); Trisha Edwards (Díszlet) – Én, Pán Péter
  - Rick Heinrichs (Látvány); Cheryl Carasik (Díszlet) – Lemony Snicket – A balszerencse áradása
  - Anthony Pratt (Látvány); Celia Bobak (Díszlet) – Az operaház fantomja
  - Aline Bonetto (Látvány) – Hosszú jegyesség

2005
- John Myhre (Látvány); Gretchen Rau (Díszlet; posztumusz) – Egy gésa emlékiratai
  - Jim Bissell (Látvány); Jan Pascale (Díszlet) – Jó estét, jó szerencsét!
  - Stuart Craig (Látvány); Stephanie McMillan (Díszlet) – Harry Potter és a Tűz Serlege
  - Grant Major (Látvány); Dan Hennah és Simon Bright (Díszlet) – King Kong
  - Sarah Greenwood (Látvány); Katie Spencer (Díszlet) – Büszkeség és balítélet

2006
- Eugenio Caballero (Látvány); Pilar Revuelta (Díszlet) – A faun labirintusa
  - John Myhre (Látvány); Nancy Haigh (Díszlet) – Dreamgirls
  - Jeannine Claudia Oppewall, Gretchen Rau, Leslie E. Rollins – Az ügynökség
  - Rick Heinrichs (Látvány); Cheryl Carasik (Díszlet) – A Karib-tenger kalózai: Holtak kincse
  - Nathan Crowley (Látvány); Julie Ochipinti (Díszlet) – A tökéletes trükk

2007
- Dante Ferretti (Látvány); Francesca Lo Schiavo (Díszlet) – Sweeney Todd – A Fleet Street démoni borbélya
  - Arthur Max (Látvány) és Beth A. Rubino (Díszlet) – Amerikai gengszter
  - Sarah Greenwood (Látvány) és Katie Spencer (Díszlet) – Vágy és vezeklés
  - Dennis Gassner (Látvány) és Anna Pinnock (Díszlet) – Az arany iránytű
  - Jack Fisk (Látvány) és Jim Erickson (Díszlet) – Vérző olaj

2008
- Donald Graham Burt (Látvány) és Victor J. Zolfo (Díszlet) – Benjamin Button különös élete
  - James J. Murakami (Látvány) és Gary Fettis (Díszlet) – Elcserélt életek
  - Nathan Crowley (Látvány) és Peter Lando (Díszlet) – A sötét lovag
  - Michael Carlin (Látvány) és Rebecca Alleway (Díszlet) – A hercegnő
  - Kristi Zea (Látvány) és Debra Schutt (Díszlet) – A szabadság útjai

2009
- Rick Carter és Robert Stromberg (Látvány), Kim Sinclair (Díszlet) – Avatar
  - Dave Warren és Anastasia Masaro (Látvány); Caroline Smith (Díszlet) – Doctor Parnassus és a képzelet birodalma
  - John Myhre (Látvány) és Gordon Sim (Díszlet) – Kilenc
  - Sarah Greenwood (Látvány) és Katie Spencer (Díszlet) – Sherlock Holmes
  - Patrice Vermette (Látvány) és Maggie Gray (Díszlet) – Az ifjú Viktória királynő

## 2010-es évek
2010
- Alice Csodaországban – Robert Stromberg (látvány) és Karen O'Hara (díszlet)
  - Harry Potter és a Halál ereklyéi 1. – Stuart Craig (látvány) és Stephanie McMillan (díszlet)
  - Doug Mowat (Díszlet) – Eredet – Guy Hendrix Dyas (látvány) és Larry Dias (díszlet)
  - A király beszéde – Eve Stewart (látvány) és Judy Farr (díszlet)
  - A félszemű – Jess Gonchor (látvány) és Nancy Haigh (díszlet)

2011
- The Artist – A némafilmes – Laurence Bennett és Robert Gould
  - Harry Potter és a Halál ereklyéi 2. – Stuart Craig és Stephanie McMillan
  - A leleményes Hugo – Dante Ferretti és Francesca Lo Schiavo
  - Éjfélkor Párizsban – Anne Seibel és Hélene Dubreuil
  - Hadak útján – Rick Carter és Lee Sandales

2012
- A leleményes Hugo
  - The Artist – A némafilmes
  - Harry Potter és a Halál ereklyéi 2.
  - Éjfélkor Párizsban
  - Hadak útján

2013
- Lincoln – Rick Carter és Jim Erickson
  - A hobbit: Váratlan utazás – Dan Hennah, Ra Vincent és Simon Bright
  - Anna Karenina – Sarah Greenwood és Katie Spencer
  - A nyomorultak – Eve Stewart és Anna Lynch-Robinson
  - Pi élete – David Gropman és Anna Pinnock

2014
- A nagy Gatsby – Catherine Martin (produkciós design); Beverley Dunn (díszlettervezés)
  - 12 év rabszolgaság – Adam Stockhausen (produkciós design); Alice Baker (díszlettervezés)
  - Amerikai botrány – Judy Becker (produkciós design; Heather Loeffler (díszlettervezés)
  - Gravitáció – Andy Nicholson (produkciós design); Rosie Goodwin és Joanne Woollard (díszlettervezés)
  - A nő – K. K. Barrett (produkciós design); Gene Serdena (díszlettervezés)

2015
- A Grand Budapest Hotel – Adam Stockhausen (látvány); Anna Pinnock (díszlet)
  - Kódjátszma – Maria Djurkovic (látvány); Tatiana Macdonald (díszlet)
  - Csillagok között – Nathan Crowley (produkciós dizájn); Gary Fettis (díszlet)
  - Vadregény – Dennis Gassner (látvány); Anna Pinnock (díszlet)
  - Mr. Turner – Suzie Davies (látvány); Charlotte Watts (díszlettervezés)

2016
- Mad Max – A harag útja – Colin Gibson és Lisa Thompson
  - A dán lány – Michael Standish és Eve Stewart
  - A visszatérő – Jack Fisk és Hamish Purdy
  - Kémek hidja – Rena DeAngelo, Bernhard Henrich és Adam Stockhausen
  - Mentőexpedíció – Celia Bobak és Arthur Max

2017
- A víz érintése – látványtervező: Paul Denham Austerberry; díszlet: Shane Vieau és Jeff Melvin
  - A legsötétebb óra – látványtervező: Sarah Greenwood; díszlet: Katie Spencer
  - A szépség és a szörnyeteg – látványtervező: Sarah Greenwood; díszlet: Katie Spencer
  - Dunkirk – látványtervező: Nathan Crowley; díszlet: Gary Fettis
  - Szárnyas fejvadász 2049 – látványtervező: Dennis Gassner; díszlet: Alessandra Querzola

2018
- Fekete Párduc – látványtervező: Hannah Beachler; díszlet: Jay Hart
  - A kedvenc – látványtervező: Fiona Crombie; díszlet: Alice Felton
  - Az első ember – látványtervező: Nathan Crowley; díszlet: Kathy Lucas
  - Mary Poppins visszatér – látványtervező: John Myhre; díszlet: Gordon Sim
  - Roma – Production Design: Eugenio Caballero; díszlet: Bárbara Enrı́quez

2019
- Volt egyszer egy Hollywood – látványtervező: Barbara Ling; díszlet: Nancy Haigh
  - Az ír – látványtervező: Bob Shaw; díszlet: Regina Graves
  - Jojo Nyuszi – látványtervező: Ra Vincent; díszlet: Nora Sopková
  - 1917 – látványtervező: Dennis Gassner; díszlet: Lee Sandales
  - Élősködők – Production Design: Lee Ha-jun; díszlet: Cho Won-woo

## 2020-as évek
2020
- Mank – látványtervező: Donald Graham Burt, díszlet: Jan Pascale
  - Az apa – látványtervező: Peter Francis, díszlet: Cathy Featherstone
  - Ma Rainey: A blues nagyasszonya – látványtervező: Mark Ricker, díszlet: Karen O'Hara és Diana Sroughton
  - A kapitány küldetése – látványtervező: David Crank, díszlet: Elizabeth Keenan
  - Tenet – látványtervező: Nathan Crowley, díszlet: Kathy Lucas

2021
- Dűne – látványtervező: Patrice Vermette; díszletberendező: Sipos Zsuzsanna
  - Rémálmok sikátora – látványtervező: Tamara Deverell; díszletberendező: Shane Vieau
  - A kutya karmai közt – látványtervező: Grant Major; díszletberendező: Amber Richards
  - Macbeth tragédiája – látványtervező: Stefan Dechant; díszletberendező: Nancy Haigh
  - West Side Story – látványtervező: Adam Stockhausen; díszletberendező: Rena DeAngelo

2022
- Nyugaton a helyzet változatlan – látványtervező: Christian M. Goldbeck; díszletberendező: Ernestine Hipper
  - A Fabelman család – látványtervező: Rick Carter; díszletberendező: Karen O'Hara
  - Avatar: A víz útja – látványtervező: Dylan Cole és Ben Procter; díszletberendező: Vanessa Cole
  - Babylon – látványtervező: Florencia Martin; díszletberendező: Anthony Carlino
  - Elvis – látványtervező: Catherine Martin és Karen Murphy; díszletberendező: Bev Dunn

2023
- Szegény párák – látványtervező: James Price és Shona Heath; díszletberendező: Mihalek Zsuzsa
  - Barbie – látványtervező: Sarah Greenwood; díszletberendező: Katie Spencer
  - Megfojtott virágok – látványtervező: Jack Fisk; díszletberendező: Adam Willis
  - Napóleon – látványtervező: Arthur Max; díszletberendező: Elli Griff
  - Oppenheimer  – látványtervező: Ruth De Jong; díszletberendező: Claire Kaufman

2024
- Wicked – látványtervező: Nathan Crowley; díszletberendező: Lee Sandales
  - A brutalista (The Brutalist) – látványtervező: Judy Becker; díszletberendező: Patricia Cuccia
  - Dűne: Második rész (Dune: Part Two) – látványtervező: Patrice Vermette; díszletberendező: Shane Vieau
  - Konklávé (Conclave) – látványtervező: Suzie Davies; díszletberendező: Cynthia Sleiter
  - Nosferatu – látványtervező: Craig Lathrop; díszletberendező: Beatrice Brentnerová